# Çakır
Çakır ist ein türkischer männlicher und weiblicher Vorname mit der Bedeutung „bläulich“ sowie ein Familienname.

## Namensträger

### Familienname
- Ahmet Çakır (Ergonom) (* 1943), türkisch-deutscher Ergonom und Fachautor
- Ahmet Çakır (Politiker) (* 1964), türkischer Politiker (AKP)
- Aslı Çakır Alptekin (* 1985), türkische Mittelstrecken- und Hindernisläuferin
- Batuhan Çakır (* 2001), türkischer Dreispringer
- Cüneyt Çakır (* 1976), türkischer Fußballschiedsrichter
- Deniz Çakır (* 1981), türkische Schauspielerin
- Ergün Çakır (* 1983), niederländisch-türkischer Fußballspieler
- Fatih Çakır (* 1990), türkischer Fußballspieler
- Gökhan Çakır (* 1987), türkischer Fußballspieler
- Hamza Çakır (* 1985), deutsch-türkischer Fußballspieler
- Jirayr Ohanyan Çakır (1921–2003), armenischstämmiger Schachmeister, Sporttrainer und Präsident des Türkischen Schachbundes
- Köksal Çakır (* 1974), deutscher Karateka
- Mehmet Çakır (* 1984), türkischer Fußballspieler
- Merve Çakır (* 1994), deutsch-türkische Schauspielerin
- Murat Çakır (* 1960), deutscher Politiker (WASG)
- Mustafa Çakır (* 1986), türkischer Fußballspieler
- Natalia Nasaridze-Çakır (* 1972), türkische Bogenschützin
- Rıdvan Çakır (1945–2017), türkischer Präsident der DİTİB (2003–2007)
- Sabri Çakır (1955–2024), deutscher Pädagoge, Lyriker und Buchautor
- Seher Çakır (* 1971), türkisch-österreichische Lyrikerin und Erzählerin
- Sena Çakır (* 1994), türkische Schauspielerin
- Sümeyra Çakır (Sümeyra; 1946–1990), türkische Sängerin und Saz-Spielerin
- Uğurcan Çakır (* 1996), türkischer Fußballspieler
- Ushan Çakır (* 1984), türkischer Schauspieler